# Новоселки (Вологодская область)
Новоселки — деревня в Шекснинском районе Вологодской области.
Входит в состав сельского поселения Любомировского, с точки зрения административно-территориального деления — в Любомировский сельсовет.
Расстояние по автодороге до районного центра Шексны — 39 км, до центра муниципального образования Любомирово — 4,5 км. Ближайшие населённые пункты — Любомирово, Лево, Комарово, Погорелка.
По переписи 2002 года население — 4 человека.